# سیارک ۳۴۱۰
سیارک ۳۴۱۰ (به انگلیسی: 3410 Vereshchagin، نامگذاری:1978SZ7) سه هزار و چهارصد و دهمین سیارک کشف شده‌است که در ۲۶ سپتامبر ۱۹۷۸ کشف شد.
قدر مطلق سیارک برابر ۱۳٫۲۰ است.